# Gaoyou Hu
Gaoyou Hu (chiń. 高邮湖) – jezioro w Chinach, w prowincji Jiangsu. Trzecie co do wielkości jezioro w tej prowincji oraz szóste pod tym względem jezioro słodkowodne w całym kraju. Zajmuje powierzchnię 674 km² i ma głębokość 3,3 – 4,4 m.

## Historia
Obecnie jezioro Gaoyou jest częścią systemu rzecznego Huai He, gdyż rzeka ta płynie przez nie na południe, docierając do Jangcy. Dawniej Huai He płynęło bezpośrednio do Morza Żółtego przecinając północną prowincję Jiangsu.
W 1194 r. rzeka Huang He na północy kilkakrotnie zmieniała bieg, wtapiając się w Huai He. Przynajmniej dwie z tych zmian kursu zostały wprowadzone podczas wojen, gdy jedna armia zrywała groble, aby utopić armię przeciwnika. Wody Huang He były tak zamulone, że szybko wypełniły prawie płaski kanał rzeki Huai He, powodując częste powodzie, które niszczyły pola uprawne, pokrywając je żwirem i gliną. Chińscy inżynierowie podjęli projekt podniesienia elewacji Huai He uważając, że zwiększona prędkość wody powstrzyma muł z Huang He, dopóki nie dotrze do morza. Zbudowano system grobli i utworzono jezioro Huai, które rosło przez lata, w miarę jak groble były podnoszone, aby kontrolować powodzie. Około 1600 r. zalanie Huang He spowodowało połączenie się kilku mniejszych jezior, tworząc w ten sposób jezioro Gaoyou. W 1855 r. większa ilość powodzi skierowała bieg Huai He na południe, przez Jezioro Gaoyou do Jangcy.